# Ramulus eminens
Ramulus eminens är en insektsart som först beskrevs av Brunner von Wattenwyl 1907.  Ramulus eminens ingår i släktet Ramulus och familjen Phasmatidae. Inga underarter finns listade i Catalogue of Life.